# Чемпіонат ФРН з футболу 1966—1967: Бундесліга
Сезон Бундесліги 1966–1967 був четвертим сезоном в історії Бундесліги, найвищого дивізіону футбольної першості ФРН. Він розпочався 20 серпня 1966 і завершився 3 червня 1967 року. Діючим чемпіоном країни був «Мюнхен 1860», який до останнього боровся за захист титулу, проте поступився двома очками «Айнтрахту» (Брауншвейг), який і став, уперше в своїй історії, новим чемпіоном ФРН.

## Формат змагання
Кожна команда грала з кожним із суперників по дві гри, одній вдома і одній у гостях. Команди отримували по два турнірні очки за кожну перемогу і по одному очку за нічию. Якщо дві або більше команд мали однакову кількість очок, розподіл місць між ними відбувався за співвідношенням забитих і пропущених голів. Команда з найбільшою кількістю очок ставала чемпіоном, а дві найгірші команди вибували до Регіоналліги.

## Зміна учасників у порівнянні з сезоном 1965–66
«Боруссія» (Нойнкірхен) і «Тасманія 1900» за результатами попереднього сезону вибули до Регіоналліги, фінішувавши на двох останніх місцях турнірної таблиці попереднього сезону. На їх місце до вищого дивізіону підвищилися «Фортуна» (Дюссельдорф) і «Рот-Вайс» (Ессен), що виграли свої групи плей-оф.

## Огляд сезону
Переможцем сезону неочікувано став «Айнтрахт» (Брауншвейг), команда з Нижньої Саксонії, яка зазвичай перебувала в середині турнірної таблиці чемпіонату і для якої цей чемпіонський титул став першим в історії. Успіх брауншвейзької команди був забезпечений надійною захисною ланкою, яка дозволила супротивникам забити лише 27 голів у 34 іграх сезону, а також невпевненою грою фаворитів змагання. Зокрема переможець попереднього розіграшу «Мюнхен 1860», який цього разу фінішував другим, після першої третини чемпіонату взагалі перебував у «зоні вильоту», на 17-й позиції.
Обидві команди, які перед початком сезону підвищилася у класі до Бундесліги, «Фортуна» (Дюссельдорф) і «Рот-Вайс» (Ессен), не змогли закріпится у найвищому німецькому дивізіоні і по результатах сезону його залишили. Це стало свідченням розриву у класі команд, які змагалися у повністю професійній Бундеслізі і другому на той час дивізіоні, напівпрофесійній Регіоналлізі.

## Команди-учасниці
| Клуб                            | Стадіон               | Вміщує |
| ------------------------------- | --------------------- | ------ |
| «Айнтрахт» (Брауншвейг)         | Айнтрахтштадіон       | 38,000 |
| «Вердер»                        | Везерштадіон          | 32,000 |
| «Боруссія» (Дортмунд)           | Роте Ерде             | 30,000 |
| «Дуйсбург»                      | Ведауштадіон          | 38,500 |
| «Фортуна» (Дюссельдорф)         | Флінгер Бройх         | 28,000 |
| «Рот-Вайс» (Ессен)              | Георг-Мельхес-Штадіон | 40,000 |
| «Айнтрахт» (Франкфурт-на-Майні) | Вальдштадіон          | 87,000 |
| «Гамбург»                       | Фолькспаркштадіон     | 80,000 |
| «Ганновер 96»                   | АВД-Арена             | 86,000 |
| «Кайзерслаутерн»                | Бетценберг            | 42,000 |
| «Карлсруе»                      | Вільдпаркштадіон      | 50,000 |
| «Кельн»                         | Рейн Енергі Штадіон   | 76,000 |
| «Боруссія» (Менхенгладбах)      | Бекельбергштадіон     | 34,500 |
| «Мюнхен 1860»                   | Грюнвальдер           | 44,300 |
| «Баварія» (Мюнхен)              | Грюнвальдер           | 44,300 |
| «Нюрнберг»                      | Штедтішес Штадіон     | 64,238 |
| «Шальке 04»                     | Глюкауф-Кампфбан      | 35,000 |
| «Штутгарт»                      | Мерседес-Бенц Арена   | 53,000 |

## Турнірна таблиця
| Поз | Команда                         | І  | В  | Н  | П  | ГЗ | ГП | РГ  | О  | Кваліфікація або пониження                    |
| --- | ------------------------------- | -- | -- | -- | -- | -- | -- | --- | -- | --------------------------------------------- |
| 1   | «Айнтрахт» (Брауншвейг) (C)     | 34 | 17 | 9  | 8  | 49 | 27 | +22 | 43 | Перший раунд Кубка чемпіонів 1967—1968        |
| 2   | «Мюнхен 1860»                   | 34 | 17 | 7  | 10 | 60 | 47 | +13 | 41 | Перший раунд Кубка ярмарків 1967—1968         |
| 3   | «Боруссія» (Дортмунд)           | 34 | 15 | 9  | 10 | 70 | 41 | +29 | 39 |                                               |
| 4   | «Айнтрахт» (Франкфурт-на-Майні) | 34 | 15 | 9  | 10 | 66 | 49 | +17 | 39 | Перший раунд Кубка ярмарків 1967—1968         |
| 5   | «Кайзерслаутерн»                | 34 | 13 | 12 | 9  | 43 | 42 | +1  | 38 |                                               |
| 6   | «Баварія» (Мюнхен)              | 34 | 16 | 5  | 13 | 62 | 47 | +15 | 37 | Перший раунд Кубка володарів кубків 1967—1968 |
| 7   | «Кельн»                         | 34 | 14 | 9  | 11 | 48 | 48 | 0   | 37 | Перший раунд Кубка ярмарків 1967—1968         |
| 8   | «Боруссія» (Менхенгладбах)      | 34 | 12 | 10 | 12 | 70 | 49 | +21 | 34 |                                               |
| 9   | «Ганновер 96»                   | 34 | 13 | 8  | 13 | 40 | 46 | −6  | 34 | Перший раунд Кубка ярмарків 1967—1968         |
| 10  | «Нюрнберг»                      | 34 | 12 | 10 | 12 | 43 | 50 | −7  | 34 |                                               |
| 11  | «Дуйсбург»                      | 34 | 10 | 13 | 11 | 40 | 42 | −2  | 33 |                                               |
| 12  | «Штутгарт»                      | 34 | 10 | 13 | 11 | 48 | 54 | −6  | 33 |                                               |
| 13  | «Карлсруе»                      | 34 | 11 | 9  | 14 | 54 | 62 | −8  | 31 |                                               |
| 14  | «Гамбург»                       | 34 | 10 | 10 | 14 | 37 | 53 | −16 | 30 | Перший раунд Кубка володарів кубків 1967—1968 |
| 15  | «Шальке 04»                     | 34 | 12 | 6  | 16 | 37 | 63 | −26 | 30 |                                               |
| 16  | «Вердер»                        | 34 | 10 | 9  | 15 | 49 | 56 | −7  | 29 |                                               |
| 17  | «Фортуна» (Дюссельдорф) (R)     | 34 | 9  | 7  | 18 | 44 | 66 | −22 | 25 | Пониження у класі до Регіоналліги             |
| 18  | «Рот-Вайс» (Ессен) (R)          | 34 | 6  | 13 | 15 | 35 | 53 | −18 | 25 | Пониження у класі до Регіоналліги             |

1. 1 2  «Баварія» (Мюнхен) була переможцем Кубка володарів кубків 1966—1967 і таким чином кваліфікувалася до наступного розіграшу цього трофею. Оскільки «Баварія» також виборола Кубок Німеччини з футболу 1967, фіналіст цього змагання «Гамбург» отримав місце у цьому єврокубку.
2. ↑  Клуб «Майдеріхер» по ходу сезону змінив назву на «Дуйсбург».

## Результати
| Команда                         | АЙБ | ВЕР | БРД | ДУЙ | ФОД | РВЕ | АЙФ | ГАМ | ГАН | КАЙ | КАР | КЕЛ | БРМ | М60 | БАВ | НЮР | Ш04  | ШТТ |
| ------------------------------- | --- | --- | --- | --- | --- | --- | --- | --- | --- | --- | --- | --- | --- | --- | --- | --- | ---- | --- |
| «Айнтрахт» (Брауншвейг)         | —   | 2–0 | 3–1 | 0–0 | 4–0 | 0–0 | 3–0 | 2–0 | 0–1 | 2–0 | 4–1 | 1–0 | 2–1 | 1–0 | 5–2 | 4–1 | 1–0  | 1–1 |
| «Вердер»                        | 2–3 | —   | 2–1 | 1–1 | 1–0 | 0–0 | 3–0 | 5–1 | 3–0 | 1–1 | 0–3 | 1–3 | 2–2 | 2–4 | 4–1 | 4–4 | 2–1  | 1–2 |
| «Боруссія» (Дортмунд)           | 0–0 | 2–0 | —   | 4–1 | 1–2 | 0–0 | 3–1 | 7–0 | 3–0 | 2–1 | 2–1 | 6–1 | 3–2 | 1–1 | 4–0 | 0–1 | 6–2  | 1–1 |
| «Дуйсбург»                      | 0–0 | 1–0 | 1–5 | —   | 1–1 | 2–0 | 0–0 | 2–1 | 3–0 | 1–1 | 0–1 | 1–0 | 1–3 | 1–2 | 0–0 | 2–0 | 3–0  | 0–0 |
| «Фортуна» (Дюссельдорф)         | 1–1 | 0–1 | 0–5 | 1–5 | —   | 2–0 | 2–4 | 2–2 | 1–0 | 3–1 | 1–0 | 1–3 | 2–2 | 0–1 | 0–0 | 2–2 | 3–1  | 3–3 |
| «Рот-Вайс» (Ессен)              | 0–0 | 0–1 | 1–1 | 0–1 | 0–4 | —   | 1–1 | 1–1 | 3–0 | 1–1 | 3–1 | 1–3 | 2–1 | 2–2 | 3–1 | 1–1 | 4–1  | 1–3 |
| «Айнтрахт» (Франкфурт-на-Майні) | 0–1 | 4–1 | 3–3 | 1–0 | 3–0 | 5–0 | —   | 1–3 | 3–3 | 1–1 | 5–1 | 4–0 | 1–0 | 3–3 | 2–1 | 1–4 | 4–2  | 4–0 |
| «Гамбург»                       | 1–0 | 1–1 | 1–1 | 0–0 | 2–1 | 1–1 | 0–2 | —   | 2–1 | 1–0 | 1–0 | 1–3 | 2–0 | 3–2 | 3–1 | 0–1 | 1–1  | 1–1 |
| «Ганновер 96»                   | 4–2 | 2–1 | 2–0 | 3–0 | 0–2 | 1–0 | 2–1 | 1–0 | —   | 2–1 | 3–1 | 0–1 | 1–1 | 2–2 | 2–1 | 2–0 | 1–2  | 2–2 |
| «Кайзерслаутерн»                | 2–0 | 2–0 | 1–1 | 0–0 | 2–1 | 5–2 | 1–1 | 2–1 | 1–0 | —   | 3–1 | 0–0 | 1–0 | 0–3 | 1–0 | 1–1 | 1–0  | 3–3 |
| «Карлсруе»                      | 3–0 | 4–4 | 2–0 | 3–0 | 3–2 | 0–1 | 3–2 | 1–1 | 0–0 | 2–2 | —   | 1–1 | 3–3 | 3–1 | 1–6 | 0–1 | 1–0  | 4–1 |
| «Кельн»                         | 1–0 | 4–1 | 1–1 | 1–1 | 2–0 | 2–1 | 1–4 | 0–0 | 1–1 | 2–1 | 2–2 | —   | 1–2 | 2–0 | 2–4 | 2–0 | 2–1  | 3–1 |
| «Боруссія» (Менхенгладбах)      | 0–0 | 1–1 | 4–0 | 3–3 | 3–1 | 4–3 | 0–0 | 4–2 | 2–0 | 1–1 | 3–1 | 3–0 | —   | 2–3 | 1–2 | 2–0 | 11–0 | 1–2 |
| «Мюнхен 1860»                   | 2–1 | 2–1 | 1–2 | 3–3 | 3–0 | 1–0 | 2–1 | 2–0 | 3–0 | 3–0 | 3–0 | 2–1 | 4–3 | —   | 1–0 | 1–2 | 0–2  | 1–1 |
| «Баварія» (Мюнхен)              | 2–0 | 1–0 | 1–0 | 2–1 | 1–2 | 4–1 | 1–2 | 3–1 | 0–0 | 5–0 | 2–2 | 2–0 | 4–3 | 3–0 | —   | 0–1 | 5–0  | 1–1 |
| «Нюрнберг»                      | 0–4 | 2–1 | 2–0 | 3–1 | 4–2 | 1–1 | 0–1 | 1–0 | 1–1 | 1–2 | 2–2 | 1–1 | 1–0 | 2–2 | 0–1 | —   | 0–4  | 3–3 |
| «Шальке 04»                     | 0–0 | 0–1 | 1–4 | 2–1 | 2–1 | 1–1 | 1–1 | 2–0 | 2–1 | 0–3 | 1–3 | 1–0 | 0–0 | 1–0 | 2–1 | 1–0 | —    | 2–0 |
| «Штутгарт»                      | 1–2 | 1–1 | 1–0 | 1–3 | 3–1 | 1–0 | 3–0 | 1–3 | 1–2 | 0–1 | 2–0 | 2–2 | 0–2 | 2–0 | 2–4 | 1–0 | 1–1  | —   |

## Найкращі бомбардири
28 голів
- Лотар Еммеріх («Боруссія» (Дортмунд))
- Герд Мюллер («Баварія» (Мюнхен))

18 голів
- Герберт Лаумен («Боруссія» (Менхенгладбах))

17 голів
- Крістіан Мюллер («Карлсруе»)

15 голів
- Юпп Гайнкес («Боруссія» (Менхенгладбах))
- Бернд Рупп («Боруссія» (Менхенгладбах))
- Лотар Ульзас («Айнтрахт» (Брауншвейг))
- Райнгольд Возаб («Боруссія» (Дортмунд))

14 голів
- Ганс Кюпперс («Мюнхен 1860»)

13 голів
- Ганнес Лер («Кельн»)

## Склад чемпіонів
| «Айнтрахт» (Брауншвейг) |
| --- |
| Воротарі: Горст Вольтер (32); Ганс Єккер (2). Захисники: Юрген Моль (34 / 5); Петер Каак (34); Вальтер Шмідт (33); Клаус Маєр (30); Вольфганг Мац (5); Вольфганг Бразе (3). Півзахисники: Йоахім Безе (33); Ганс-Георг Дульц (32 / 5). Нападники: Еріх Маас (33 / 11); Герд Заборовскі (33 / 8); Лотар Ульзас (32 / 14); Клаус Гервін (21 / 4); Вольфганг Гржиб (15 / 2); Вольф-Рюдігер Краузе (2). (кількість ігор і голів наведені у дужках) Головний тренер: Гельмут Йоганнсен. Був у заявці, але не взяв участі у жодній грі чемпіонату: Вольфганг Зімон; Вернер Рінас. |